# Boëlhe
Boëlhe (en való Bôye) és un petit nucli d'uns quatre-cents habitants del municipi de Geer, a la província de Lieja de la regió valona de Bèlgica. Fins al 1977 era un municipi independent. A aquest mateix moment, el llogaret de Villereau, que era un enclavat de Trognée va afegir-se al nucli.
Boëlhe es troba a l'altiplà d'Haspengouw a la frontera lingüística. A 142 m és el nucli més elevat de Geer, a la separació de les valls del Jeker de la conca del Mosa i del Kleine Gete de la conca de l'Escalda. El Mulle, un petit afluent del Jeker, neix a Boëlhe.
Inicialment, la senyoria de Boëlhe ha d'haver sigut una propietat d'una institució religiosa, com que els senyors es deien procuradors. Més tard va esdevenir un feu del comtat d'Haspengouw i doncs del principat de Lieja. L'església dedicada a Lambert de Lieja depenia de la Col·legiata de Sant Pau. El 1363, Arnould de Harduemont n'era el procurador. Després de la mort el 1451 del darrere procurador de la línia de Harduemont, Jofré, el feu passa a la casa dels de Seraing, quan la fília de Jofré va casar-se amb Joan de Seraing. Aquesta família va posseir Boëlhe, Hollogne-sur-Geer i Darion fins a la revolució de 1789.

## Llocs d'interès
El nucli té tres monuments llistats:
- El castell de Boëlhe (1779), construït als fonaments d'un castell fortificat. Es troba a un parc llistat com paisatge des de 1970.
- L'església Sant-Lambert (1764)
- El mas De Seny (segle XIX)